# PSR B0329+54
 PSR B0329+54 är en ensam stjärna i södra delen av stjärnbilden Giraffen. Den har en skenbar magnitud av ca 15,6 och kräver ett kraftfullt teleskop för att kunna observeras. Baserat på parallaxmätning på ca 0,2 mas, beräknas den befinna sig på ett avstånd på ca 3 460 ljusår (ca 1 060 parsek) från solen.

## Egenskaper
PSR B0329+54 är en pulsar med en rotationstid av 0,71452 sekund och är cirka 5 miljoner år gammal.
Emissionen från denna pulsar och Vela Pulsar omvandlades till hörbart ljud av den franska kompositören Gérard Grisey och användes som sådan i stycket Le noir de l'étoile (1989–90).

## Planetsystem
År 1979 tillkännagavs två exoplaneter som kretsar kring stjärnan (klassificeras som pulsarplaneter). Senare observationer stödde dock inte denna slutsats. På senare tid anger en analys från 2017 att en långperiodisk pulsarplanet fortfarande är en möjlighet.
| Planet | Massa            | Halv storaxel (AE) | Siderisk omloppstid (år) | Excentricitet | Inklination | Radie |
| ------ | ---------------- | ------------------ | ------------------------ | ------------- | ----------- | ----- |
| b      | ≥ 1,97 ± 0,19 M🜨 | 10,26 ± 0,07       | 27,76 ± 0,03             | 0,236 ± 0,011 | -           | -     |